# Arangina cornigera
Arangina cornigera là một loài nhện trong họ Dictynidae.
Loài này thuộc chi Arangina. Arangina cornigera được Raymond Comte de Dalmas miêu tả năm 1917.